# Deroplia bituberosa
Deroplia bituberosa är en skalbaggsart som först beskrevs av Stefan von Breuning 1940.  Deroplia bituberosa ingår i släktet Deroplia och familjen långhorningar.
Artens utbredningsområde är Kenya. Inga underarter finns listade i Catalogue of Life.